# Vielmur-sur-Agout

Vielmur-sur-Agout es una localidad y comuna francesa situada en el departamento de Tarn, en la región de Mediodía-Pirineos.
La localidad se enmarca en el paisaje de los Pirineos en el sureste del país, destacando el paraje de la Montaña Negra.

## Demografía
| 831 | 910 | 835 | 849 | 996 | 1062 |
| Para los censos de 1962 a 1999 la población legal corresponde a la población sin duplicidades (Fuente: INSEE [Consultar]) |     |     |     |     |      |